# Конституція Швеції
Конституція Швеції (швед. Sveriges grundlagar) — основний закон Швеції.
Конституція складається з чотирьох нормативних актів:
- Акт про престолонаслідування (швед. Successionsordningen), схвалений риксдагом 26 вересня 1810)
- Акт про свободу друку (швед. Tryckfrihetsförordningen), схвалений у 1949 році
- Акт про форму правління (швед. Regeringsformen), схвалений у 1974 році
- Акт про свободу вираження поглядів (швед. Yttrandefrihetsgrundlagen), схвалений у 1991 році

Акт про риксдаг 1947 займає проміжне положення між основним законом і звичайним статутним правом.
Акт про форму правління є найважливішим конституційним документом. Він набрав чинності 1 січня 1975 р., змінивши Акт про форму правління від 1809 року.

## Історія
Конституційна реформа з прийняттям нового Акта про форму правління від 1975 року не закінчилася: у 1976 і 1979 роках риксдаг проголосував за введення окремих поправок до конституції, головною метою яких стало зміцнення конституційного захисту прав і основних свобод людини.
Закон про престолонаслідування, прийнятий в 1810, був доповнений в 1979 положенням, яке дозволяє жінці керувати країною як монарху.
Чотири основних акта можуть бути змінені тільки при схваленні на двох послідовних сесіях законодавчого органу, між якими повинні пройти загальні вибори.